# Кошаркашка репрезентација Доминиканске Републике
Кошаркашка репрезентација Доминиканске Републике представља Доминиканску Републику на међународним кошаркашким такмичењима. 2011. и 2012, Џон Калипари, главни тренер кошаркашког тима Универзитета Кентаки, био је главни тренер тима. Тренутни тренер је Орландо Антигуа, бивши Калипаријев асистент и садашњи помоћни тренер на Универзитету Илиноис. Репрезентација је освојила на треће место на ФИБА Америчком првенству 2011. и четврто место на ФИБА Светском олимпијском квалификационом турниру 2012. године.

## Достигнућа

### Светско првенство
| Година | Позиција | Турнир                            | Домаћин                     |
| ------ | -------- | --------------------------------- | --------------------------- |
| 1978   | 12       | Светско првенство у кошарци 1978. | Филипини                    |
| 2014   | 13       | Светско првенство у кошарци 2014. | Шпанија                     |
| 2019   | 16       | Светско првенство у кошарци 2019. | Кина                        |
| 2023   | 14       | Светско првенство у кошарци 2023. | Филипини, Јапан, Индонезија |

### Америчко првенство
| Година | Позиција | Турнир                             | Домаћин                                   |
| ------ | -------- | ---------------------------------- | ----------------------------------------- |
| 1980   | –        | Америчко првенство у кошарци 1980. | Сан Хуан, Порторико                       |
| 1984   | 9        | Америчко првенство у кошарци 1984. | Сао Пауло, Бразил                         |
| 1988   | –        | Америчко првенство у кошарци 1988. | Монтевидео, Уругвај                       |
| 1989   | 6        | Америчко првенство у кошарци 1989. | Мексико Сити, Мексико                     |
| 1992   | –        | Америчко првенство у кошарци 1992. | Портланд, САД                             |
| 1993   | 9        | Америчко првенство у кошарци 1993. | Сан Хуан, Порторико                       |
| 1995   | 7        | Америчко првенство у кошарци 1995. | Тукуман, Аргентина                        |
| 1997   | 9        | Америчко првенство у кошарци 1997. | Монтевидео, Уругвај                       |
| 1999   | 7        | Америчко првенство у кошарци 1999. | Сан Хуан, Порторико                       |
| 2001   | –        | Америчко првенство у кошарци 2001. | Неукен, Аргентина                         |
| 2003   | 8        | Америчко првенство у кошарци 2003. | Сан Хуан, Порторико                       |
| 2005   | 6        | Америчко првенство у кошарци 2005. | Санто Доминго, Доминиканска Република     |
| 2007   | –        | Америчко првенство у кошарци 2007. | Лас Вегас, САД                            |
| 2009   | 5        | Америчко првенство у кошарци 2009. | Сан Хуан, Порторико                       |
| 2011   |          | Америчко првенство у кошарци 2011. | Мар дел Плата, Аргентина                  |
| 2013   | 4        | Америчко првенство у кошарци 2013. | Каракас, Венецуела                        |
| 2015   | 6        | Америчко првенство у кошарци 2015. | Мексико Сити, Мексико                     |
| 2017   | 7        | Америчко првенство у кошарци 2017. | 4 града у Аргентини, Колумбији и Уругвају |

### Панамеричке игре
- 1951−1975: —
- 1979: 9. место
- 1983: 9. место
- 1987−1995: —
- 1999: 6. место
- 2003:
- 2007: —
- 2011: 4. место
- 2015: 4. место

### ФИБА Централноамеричко првенство
- 1969: 5. место
- 1971: 4. место
- 1973: 7. место
- 1975: 4. место
- 1977:
- 1981: 5. место
- 1985: 6. место
- 1987: 4. место
- 1989: 5. место
- 1993: 4. место
- 1995:
- 1997:
- 1999:
- 2001: 5. место
- 2003:
- 2004:
- 2006: 5. место
- 2008:
- 2010:
- 2012:
- 2014:
- 2016:

| Злато | Сребро | Бронза | Укупно |
| ----- | ------ | ------ | ------ |
| 3     | 3      | 5      | 11     |